# Свободная фигуративность
Свободная фигуративность (фр. figuration libre) — художественное течение, появившееся в начале 1980-х годов во Франции. Авторство термина «свободная фигуративность» принадлежит художнику Бену Вотье. Изначально свободная фигуративность позиционировалась как неодадаистское течение в живописи, а его аналогами в других странах были плохая живопись и неоэкспрессионизм в Америке и Европе, юнге вильде в Германии и трансавангард в Италии. В работах течения часто использовались элементы комиксов и граффити, яркие цвета и гротескные, карикатурные фигуры.
Начало течению положили в 1981 году художники Робер Комбас, Реми Бланшар, Франсуа Буарон и Эрве Ди Роза. Также видными участниками были Ришар Ди Роза и Луи Жамм. За океаном к течению примкнули Кит Харинг, Жан-Мишель Баския и Кенни Шарф. С 1982 по 1985 год эти художники провели выставки в Нью-Йорке, Лондоне, Питтсбурге и Париже. Главный популяризатор течения, организатор многих из выставок и автор книги Figuration libre, une initiation à la culture mass medias (1984) — критик и куратор Эрве Пердриоль.
Как и многие другие течения современного искусства после 1970-х годов, свободная фигуративность стала реакцией на глубокую серьёзность таких направлений, как минимал-арт, концептуальное искусство, арте повера и Supports/Surfaces. Однако в отличие от трансавангарда или неоэкспрессионизма, обратившихся за вдохновением к прошлому, свободная фигуративность осталась открытой ко всем новинкам. Художники течения без ограничений используют все доступные формы самовыражения, не пытаясь делить их на высокое и приземлённое, на искусство и ремесло, таким образом становясь ближе к поп-арту. При этом темы, выбираемые художниками, могут сильно отличаться: Ди Роза предпочитал картины с роботами и монстрами, Комбас искал прообразы в африканском искусстве, Бланшар использовал сказки и легенды, а Буарон предпочитал промышленные образы и рекламу.
Первая выставка с участием всех основных представителей направления состоялась в 1981 году. Её организовал Бернар Ламарше-Вадель под названием Finir en beauté («Закончить красиво»). Свои работы показали Робер Комбас, Реми Бланшар, Франсуа Буарон, Эрве Ди Роза, Жан-Мишель Альберола, Жан-Шарль Блез, Жан-Франсуа Мориж, Катрин Виолле. В том же году в Ницце прошла выставка 2 Sétois à Nice: Ben expose Robert Combas et Hervé Di Rosa («Двое из Сета в Ницце: Бен представляет Робера Комбаса и Эрве Ди Роза»), организованная Беном Вотье, на которой впервые прозвучало название нового течения — «свободная фигуративность».
В 2000 году братья Эрве и Ришар Ди Роза основали в Сете Международный музей скромных искусств (фр. Musée international des arts modestes).
В 2017 году Фонд культуры Элен и Эдуара Леклерк провёл в Ландерно ретроспективную выставку Libres figurations, années 1980.